# Fahri Korutürk
Đô đốc Fahri Sabit Korutürk sinh ngày 3 tháng 8 năm 1903 tại Istanbul là sĩ quan hải quân, nhà ngoại giao người Thổ Nhĩ Kỳ và Tổng thống Thổ Nhĩ Kỳ thứ 6.
Ông vào Trường Hải quân năm 1916. Ông tốt nghiệp Học viện Hải quân năm 1923 và Học viện Hải quân năm 1933. Sau khi phục vụ trong các cấp bậc khác nhau của Hải quân, ông giữ chức vụ Tùy viên Hải quân tại Roma, Berlin và Stockholm.
Năm 1936, ông tham gia Hội nghị eo biển Montreux với tư cách là một chuyên gia quân sự. Ông được thăng cấp đô đốc vào năm 1950. Năm 1960, ông được bổ nhiệm vào Đại sứ quán Moscow sau khi thôi giữ chức Tư lệnh Lực lượng Hải quân. Sau đó ông được đưa đến Đại sứ quán Madrid. Ông từ chức năm 1965 và trở về Thổ Nhĩ Kỳ.
Ông trở thành thành viên của Thượng viện Cộng hòa vào năm 1968. Năm 1973, ông được bầu làm tổng thống thứ sáu của Cộng hòa Thổ Nhĩ Kỳ bởi Đại Quốc hội Thổ Nhĩ Kỳ.
Kể từ khi hoàn thành nhiệm kỳ 7 năm vào năm 1980, ông từ chức tổng thống và tiếp tục là thành viên của Thượng viện Cộng hòa cho đến khi có sự can thiệp quân sự vào ngày 12 tháng 9 năm 1980.
Ông kết hôn với Emel Hanım vào năm 1944 và có ba người con, đã qua đời vào ngày 12 tháng 10 năm 1987.